# A Herdade
A Herdade és una pel·lícula dramàtica portuguesa del 2019 dirigida per Tiago Guedes. Va ser seleccionat per competir pel Lleó d'Or a la 76a Mostra Internacional de Cinema de Venècia. També va ser seleccionda com a Participació portuguesa per al Millor Pel·lícula Internacional als Premis Oscar de 2019, però no va ser nominada. Una versió de la pel·lícula en sèrie de televisió també va ser estrenada per RTP1.

## Argument
Els Fernandes són una família de terratinents que han transmès una extensa finca a la riba sud del riu Tajo a Portugal durant generacions. El 1973 João, patriarca indiscutible i actual propietari de la finca, haurà de fer front als fets vinculats a la Revolució dels Clavels de 1974 i, vint anys més tard, a les angoixes i el llegat de la següent generació.

## Repartiment
- Albano Jerónimo com a João Fernandes
- Sandra Faleiro com a Leonor
- Miguel Borges com a Joaquim Correia
- João Vicente com a Leonel Sousa
- João Pedro Mamede com a Miguel
- Ana Vilela da Costa com a Rosa
- Rodrigo Tomás com a António
- Beatriz Brás com a Teresa

## Estrena
El 5 de setembre de 2019, la pel·lícula es va projectar com a part de la Selecció Oficial al Festival Internacional de Cinema de Venècia on va rebre una gran ovació després de la seva primera projecció. La pel·lícula es va estrenar a Portugal el 19 de setembre de 2019..

## Premis
La pel·lícula va guanyar el premi Globo de Ouro a la millor pel·lícula als 25ns Globos de Ouro que va tenir lloc al Coliseu dos Recreios, en una cerimònia presentada per Jorge Corrula i Soraia Chaves.